# 노보집코프
노보집코프(러시아어: Новозыбков)는 브랸스크 주의 역사적인 도시이다. 노보집콥스키 군의 중심지이다.
인구는 4만3,038명 (2002년)이다.

## 같이 보기
- 러시아 고 정교회